# Кохмо
Ко́хмо (фин. Kohmo) — один из районов города Турку, входящий в округ Нумми-Халинен.

## Географическое положение
Район расположен к северо-западу от центральной части города Турку, на берегу реки Ауры.

## Население
В 2007 году в районе проживало 1188 жителей. В 2004 году численность население района составляла 1223 человека, из которых дети моложе 15 лет — 29,03 %, а старше 65 лет — 5,15 %. Финским языком в качестве родного владели 80,78 %, шведским — 3,35 %, а другими языками — 15,86 % населения района.